# وزارة مصطفى خليل الثانية
وزارة مصطفى خليل الثانية هي الوزارة الثانية بعد المائة في تاريخ مصر وتشكلت في 19 يونيو 1979.:104:105

## أعضاء الحكومة
| الوزارة                                       | الوزير                      |
| --------------------------------------------- | --------------------------- |
| رئيس مجلس الوزراء ووزير الخارجية              | مصطفى خليل                  |
| نائب رئيس مجلس الوزراء لشئون مجلس الشعب       | فكري مكرم عبيد              |
| الدفاع والإنتاج الحربي                        | كمال حسن علي                |
| الداخلية                                      | محمد نبوي إسماعيل           |
| المالية                                       | علي لطفي                    |
| البترول                                       | أحمد عز الدين هلال          |
| التعليم والبحث العلمي                         | مصطفى كمال حلمي             |
| الاقتصاد والتجارة الخارجية والتعاون الاقتصادي | حامد عبد اللطيف السايح      |
| السياحة والطيران المدني                       | محمود أمين عبد الحافظ       |
| الشئون والتأمينات الاجتماعية                  | آمال عثمان                  |
| التخطيط                                       | عبد الرزاق عبد المجيد       |
| التعمير والمجتمعات الجديدة                    | حسب الله الكفراوي           |
| القوى العاملة والتدريب المهني                 | سعد محمد أحمد               |
| الزراعة                                       | محمود محمد داوود            |
| التموين والتجارة الداخلية                     | ناصف عبد المقصود طاحون      |
| شئون مجلس الوزراء والدولة للحكم المحلي        | سليمان متولي سليمان         |
| استصلاح الأراضي                               | توفيق حامد كرارة            |
| الري والدولة لشئون السودان                    | محمد عبد الهادي سماحة       |
| النقل والمواصلات والنقل البحري                | علي فهمي الداغستاني         |
| الإسكان                                       | مصطفى متولي الحفناوي        |
| الصناعة والثروة المعدنية                      | إبراهيم عبد الرحمن عطا الله |
| الكهرباء                                      | مصطفى كمال صبري             |
| الصحة                                         | ممدوح كمال جبر              |
| الأوقاف                                       | عبد المنعم النمر            |
| العدل                                         | أنور عبد الفتاح أبو سحلى    |
| الدولة للإنتاج الحربي                         | كمال توفيق نصار             |
| الدولة للشئون الخارجية                        | بطرس بطرس غالي              |
| الدولة لشئون مجلس الشعب                       | عبد الآخر عمر عبد الآخر     |
| دولة للتعاون الاقتصادي والتمويل الخارجي       | علي جمال الناظر             |
| الدولة للشباب والرياضة                        | عبد الحميد حسن محمد         |
| الدولة لرئاسة الجمهورية                       | منصور حسن                   |

## تعديلات
- أعقب التشكيل الوزاري قرار بأن:
  - يتولى سليمان متولي سليمان مسئولية شئون الأزهر.
  - يتولى منصور حسن الاختصاصات المقررة لوزارتي الثقافة والإعلام.
- في 15 أبريل 1980 صدر قرار بأن يكون منصور حسن (وزير الدولة لرئاسة الجمهورية) هو الوزير المختص بالثقافة.